# Rita Macedo
Pour les articles homonymes, voir Macedo.
Rita Macedo, de son nom complet María de la Concepción Macedo Guzmán (Mexico, 21 avril 1925 - id., 6 décembre 1993), est une actrice mexicaine.

## Biographie
Rita Macedo fait ses débuts au cinéma à l'âge de quinze ans, dans le film Las cinco noches de Adán en 1942.
Elle reçoit le Premio Ariel de la meilleure actrice en 1972 pour son rôle dans Tú, yo y nosotros.

### Vie privée
De son premier mariage, elle a une fille en 1944, la chanteuse de rock et actrice Julissa, et un fils en 1945.
Octavio Paz la présente à Carlos Fuentes, qui devient son troisième mari et avec qui elle a une fille, Cecilia, avant de divorcer.
Souffrant de dépression, elle se suicide par arme à feu en décembre 1993.

## Filmographie choisie

### Films
- 1942 : Las cinco noches de Adán, avec Domingo Soler
- 1947 : Cinco rostros de mujer de Gilberto Martínez Solares
- 1948 : Le Règne de la terreur de Roberto Gavaldón
- 1951 : Por querer a una mujer, avec Pedro Armendáriz
- 1951 : Stronghold de Steve Sekely, avec Veronica Lake
- 1951 : Salón de belleza de José Díaz Morales
- 1952 : Mi adorable salvaje de Jaime Salvador, avec Armando Calvo
- 1953 : Las infieles d'Alejandro Galindo, avec Armando Calvo
- 1955 : La Vie criminelle d'Archibald de la Cruz  de Luis Buñuel
- 1956 : Los bandidos de Río Frío de Rogelio A. González
- 1958 : La estrella vacía, avec María Félix
- 1959 : Nazarín  de Luis Buñuel
- 1960 : Quinceañera d'Alfredo Crevenna
- 1961 : Rosa blanca, de Roberto Gavaldón
- 1962 : L'Ange exterminateur (non créditée)
- 1962 : Cielo rojo de Gilberto Gazcón
- 1963 : El hombre de papel d'Ismael Rodríguez
- 1963 : Les Larmes de la sorcière (La maldición de la Llorona) de Rafael Baledón
- 1971 : Jesús, nuestro Señor de Miguel Zacarías, avec Claudio Brook
- 1973 : Le Château de la pureté d'Arturo Ripstein
- 1975 : La otra virginidad de Juan Manuel Torres, avec Leticia Perdigón
- 1976 : Espejismo de la ciudad de Julio Bracho, avec Carlos Bracho
- 1984 : Veneno para las hadas de Carlos Enrique Taboada, avec Ana Patricia Rojo, Sergio Bustamante
- 1992 : Cambiando el destino de Gilberto de Anda, avec le groupe Magneto

### Telenovelas
- 1960 : La mujer dorada
- 1960 : Donde comienza la tristeza
- 1971 : Las máscaras
- 1972 : Hermanos Coraje
- 1973 : Entre brumas
- 1974 : El manantial del milagro
- 1974 : La tierra
- 1975 : El milagro de vivir
- 197 : 5Paloma
- 1976 : Mundos opuestos
- 1978 : Pasiones encendidas
- 1979 : Añoranza
- 1981 : Soledad
- 1983 : Amor ajeno
- 1986 : Herencia maldita
- 1988 : Nuevo amanecer
- 1991 : Alcanzar una estrella